# Avicularia anthracina
Avicularia anthracina är en spindelart som först beskrevs av Carl Ludwig Koch 1842.  Avicularia anthracina ingår i släktet Avicularia och familjen fågelspindlar.
Artens utbredningsområde är Uruguay. Inga underarter finns listade.